# Cruranthura
Cruranthura är ett släkte av kräftdjur. Cruranthura ingår i familjen Paranthuridae.
Kladogram enligt Catalogue of Life:
| Cruranthura | \| \| Cruranthura caeca \| \| \| \| \| \| Cruranthura furneauxi \| \| \| \| \| \| Cruranthura peroni \| \| \| \| \| \| Cruranthura simplicia \| \| \| \| |
|             | \| \| Cruranthura caeca \| \| \| \| \| \| Cruranthura furneauxi \| \| \| \| \| \| Cruranthura peroni \| \| \| \| \| \| Cruranthura simplicia \| \| \| \| |
|             | Califanthura |
|             | |
|             | Colanthura |
|             | |
|             | Cruregens |
|             | |
|             | Neoanthura |
|             | |
|             | Paranthura |
|             | |
|             | Pseudanthura |
|             | |
|             | Cruranthura caeca |
|             | |
|             | Cruranthura furneauxi |
|             | |
|             | Cruranthura peroni |
|             | |
|             | Cruranthura simplicia |
|             | |

|  | Cruranthura caeca     |
|  |                       |
|  | Cruranthura furneauxi |
|  |                       |
|  | Cruranthura peroni    |
|  |                       |
|  | Cruranthura simplicia |
|  |                       |